# Ла-Серена (Чилі)
Ла-Серена (ісп. La Serena) — місто і комуна в центральній частині Чилі та області Кокімбо. Це третє за віком місто країни, після Сантьяго й Аріки. Місто розташоване за 471 км на північ від міста Сантьяго при впадінні річки Ельки в Тихий океан. Населення міста 147 815 осіб (перепис 2002 року). Ще близько 12 333 мешканців живуть у передмістях Ла-Серени. Це одне з найшвидше ростучих міст Чилі, збільшившись на 32,6 % з 1992 до 2002 року.

## Клімат
Місто знаходиться у зоні, котра характеризується кліматом тропічних пустель. Найтепліший місяць — січень із середньою температурою 17.8 °C (64 °F). Найхолодніший місяць — червень, із середньою температурою 11.7 °С (53 °F).
| Клімат Ла-Серени        | Клімат Ла-Серени | Клімат Ла-Серени | Клімат Ла-Серени | Клімат Ла-Серени | Клімат Ла-Серени | Клімат Ла-Серени | Клімат Ла-Серени | Клімат Ла-Серени | Клімат Ла-Серени | Клімат Ла-Серени | Клімат Ла-Серени | Клімат Ла-Серени | Клімат Ла-Серени |
| Показник                | Січ.             | Лют.             | Бер.             | Квіт.            | Трав.            | Черв.            | Лип.             | Серп.            | Вер.             | Жовт.            | Лист.            | Груд.            | Рік              |
| Абсолютний максимум, °C | 28               | 30               | 27               | 30               | 25               | 23               | 25               | 24               | 26               | 26               | 30               | 27               | 30               |
| Середній максимум, °C   | 21               | 21               | 19               | 17               | 16               | 15               | 15               | 15               | 16               | 16               | 18               | 20               | 17               |
| Середня температура, °C | 17               | 17               | 16               | 15               | 13               | 11               | 11               | 11               | 12               | 13               | 15               | 16               | 14               |
| Середній мінімум, °C    | 14               | 14               | 13               | 11               | 10               | 8                | 8                | 8                | 9                | 10               | 11               | 13               | 11               |
| Абсолютний мінімум, °C  | 7                | 5                | 0                | 5                | 1                | −2               | 0                | 0                | 3                | 3                | 7                | 7                | −2               |
| Норма опадів, мм        | 0                | 0                | 0                | 0                | 20               | 30               | 20               | 20               | 0                | 0                | 0                | 0                | 110              |
| ----------------------- | ---------------- | ---------------- | ---------------- | ---------------- | ---------------- | ---------------- | ---------------- | ---------------- | ---------------- | ---------------- | ---------------- | ---------------- | ---------------- |
| Джерело: Weatherbase    |                  |                  |                  |                  |                  |                  |                  |                  |                  |                  |                  |                  |                  |

## Історія
Місто було вперше засноване іспанським капітаном Хуаном Бооном 4 вересня 1544 року за наказом Педро де Вальдівії з метою забезпечити морський зв'язок між Сантьяго і Лімою. В 1549 місто зруйнували індіанці, і знову відбудоване того ж року капітаном Франсиско де Аґірре.
Місто зберігає багато будівель у колоніальному стилі, що, разом з морськими пляжами уздовж Авеніди-дель-Мар (Avenida del Mar), робить його популярним туристичним центром серед чилійців та аргентинців, особливо протягом літніх місяців січня та лютого.

## Комуна
Територія комуни — 1893 км². Чисельність населення комуни — 177 608 жителів (2006). Густота населення — 98,24 чол/км². Коммуна межує:
- на півночі — коммуна Ла-Ігуера
- на сході — провінції Вікунья
- на півдні — коммуна Андакольйо
- на південному заході — коммуна Кокімбо
- на заході — Тихий океан

### Адміністративний поділ
Коммуна складається з 17 районів:
| №  | Район              | Територія, км² | Населення, осіб (2002) | Міське | Сільське | Густота населення, осіб/км² |
| -- | ------------------ | -------------- | ---------------------- | ------ | -------- | --------------------------- |
| 1  | Інтенденсія        | 1,2            | 2611                   | 2611   | 0        | 2175,83                     |
| 2  | Меркадо            | 7,5            | 19214                  | 19119  | 95       | 2561,87                     |
| 3  | Франсіско-де-Агрре | 3,2            | 2769                   | 2769   | 0        | 865,31                      |
| 4  | Лас-Вегас          | 9,9            | 8429                   | 8429   | 0        | 851,41                      |
| 5  | Ла-Пампа           | 12,8           | 25225                  | 24627  | 598      | 1970,70                     |
| 6  | Ла-Флорида         | 46,5           | 7973                   | 6222   | 1751     | 171,46                      |
| 7  | Альгорробфто       | 71,9           | 1138                   | 0      | 1138     | 15,83                       |
| 8  | Порвенфр           | 138,4          | 1893                   | 0      | 1893     | 13,68                       |
| 9  | Лас-Рохас          | 90,2           | 2211                   | 0      | 2211     | 24,51                       |
| 10 | Ромеро             | 190,3          | 1928                   | 0      | 1928     | 10,13                       |
| 11 | Кондоріако         | 345,1          | 100                    | 0      | 100      | 0,29                        |
| 12 | Альміранте-Латорре | 328,5          | 129                    | 0      | 129      | 0,39                        |
| 13 | Іслон              | 233,8          | 1692                   | 0      | 1692     | 7,24                        |
| 14 | Ла-Компаніа        | 391,8          | 15354                  | 14766  | 588      | 39,19                       |
| 15 | Універсидад        | 5,6            | 15060                  | 14850  | 210      | 2689,29                     |
| 16 | Ла-Компаніа-Альта  | 8,1            | 32131                  | 32131  | 0        | 3966,79                     |
| 17 | Ель-Олівар         | 8              | 22005                  | 22005  | 0        | 2750,62                     |

Найбільші населенні пункти
| №  | Населений пункт   | Категорія | Населення, осіб (2002) | Чоловіче | Жіноче | Площа, км² |
| -- | ----------------- | --------- | ---------------------- | -------- | ------ | ---------- |
| 1  | Ла-Серена         | місто     | 147815                 | 71179    | 76636  | 65,59      |
| 2  | Альтовальсоль     | село      | 1169                   | 594      | 575    |            |
| 3  | Іслон             | село      | 933                    | 453      | 480    |            |
| 4  | Кокімбіто         | село      | 892                    | 456      | 436    |            |
| 5  | Альгароббіто      | село      | 871                    | 432      | 439    |            |
| 6  | Ель-Мілагро       | село      | 837                    | 398      | 439    |            |
| 7  | Серес             | село      | 755                    | 387      | 368    |            |
| 8  | Ламберт           | село      | 707                    | 386      | 321    |            |
| 9  | Лас-Рохас         | село      | 587                    | 283      | 304    |            |
| 10 | Кебрада-де-Талька | село      | 490                    | 244      | 246    |            |
| 11 | Ель-Ромеро        | село      | 486                    | 250      | 236    |            |
| 12 | Ель-Росаріо       | село      | 461                    | 213      | 248    |            |
| 13 | Бельявіста        | село      | 418                    | 215      | 203    |            |
| 14 | Гуачалалуме       | село      | 338                    | 166      | 172    |            |
| 15 | Габріела-Містраль | село      | 327                    | 161      | 166    |            |